# Бедриківська сільська рада
Бе́дриківська сільська́ ра́да — адміністративно-територіальна одиниця та орган місцевого самоврядування в Заліщицькому районі Тернопільської області. Адміністративний центр — село Бедриківці.

## Загальні відомості
- Територія ради: 17,535 км²
- Населення ради: 1 667 осіб (станом на 2001 рік)
- Територією ради протікає річка Тупа

## Населені пункти
Сільській раді були підпорядковані населені пункти:
- с. Бедриківці

## Склад ради
Рада складалася з 18 депутатів та голови.
- Голова ради: Костинюк Іван Михайлович
- Секретар ради: Матейчук Марія Адамівна

### Керівний склад попередніх скликань
| Прізвище, ім'я, по батькові | Основні відомості                                                                              | Дата обрання | Дата звільнення |
| --------------------------- | ---------------------------------------------------------------------------------------------- | ------------ | --------------- |
| Костинюк Іван Михайлович    | Сільський голова, 1951 року народження, освіта середня спеціальна, член Народного Руху України | 26.03.2006   | 31.10.2010      |
| Костинюк Іван Михайлович    | Сільський голова, 1951 року народження, освіта середня спеціальна, член Народного Руху України | 31.10.2010   |                 |

Примітка: таблиця складена за даними сайту Верховної Ради України

### Депутати
За результатами місцевих виборів 2010 року депутатами ради стали:

#### За суб'єктами висування
| Суб'єкт висування         | Кількість обраних депутатів | %    |
| ------------------------- | --------------------------- | ---- |
| Самовисування             | 16                          | 88,9 |
| Народна партія            | 1                           | 5,6  |
| Українська Народна Партія | 1                           | 5,6  |

#### За округами
| № округу                  | Прізвище, ім'я, по батькові  | Дата визнання обраним | Освіта             | Партійна приналежність           | Відомості про обраного депутата                                    |
| ------------------------- | ---------------------------- | --------------------- | ------------------ | -------------------------------- | ------------------------------------------------------------------ |
| Народна Партія            |                              |                       |                    |                                  |                                                                    |
| 9                         | Андрусик Василь Михайлович   | 01.11.2010            | вища               | член Народної партії             | Заліщицьке лісництво, лісник                                       |
| Українська Народна Партія |                              |                       |                    |                                  |                                                                    |
| 18                        | Король Петро Іванович        | 01.11.2010            | вища               | член Української Народної Партії | тимчасово не працює                                                |
| Самовисування             |                              |                       |                    |                                  |                                                                    |
| 1                         | Матіюк Олексій Васильович    | 01.11.2010            | середня спеціальна | позапартійний                    | фельдшерсько-акушерський пункт с. Бедриківці, зав. ФАПом           |
| 2                         | Гриник Богдан Михайлович     | 01.11.2010            | вища               | позапартійний                    | Управління Держком-зему в районі, начальник відділу міських земель |
| 3                         | Кирунчик Микола Михайлович   | 01.11.2010            | вища               | позапартійний                    | Бедриківська сільська рада, землевпорядник                         |
| 4                         | Махніцький Мирослав Іванович | 01.11.2010            | середня            | член Народної партії             | пенсіонер                                                          |
| 5                         | Качур Роман Васильович       | 01.11.2010            | вища               | позапартійний                    | ВАТ «Укртелеком» м. Заліщики, електромонтер                        |
| 6                         | Матейчук Марія Адамівна      | 01.11.2010            | середня спеціальна | позапартійна                     | Бедриківська сільська рада, секретар                               |
| 7                         | Матейчук Михайло Іванович    | 01.11.2010            | середня            | позапартійний                    | тимчасово не працює                                                |
| 8                         | Яловіцький Михайло Петрович  | 01.11.2010            | середня            | позапартійний                    | тимчасово не працює                                                |
| 10                        | Данилик Богдан Михайлович    | 01.11.2010            | середня спеціальна | позапартійний                    | тимчасово не працює                                                |
| 11                        | Юрійчук Василь Миколайович   | 01.11.2010            | середня            | позапартійний                    | загальноосвітня школа І-ІІІ ст. с. Бедриківці, оператор котельні   |
| 12                        | Байдак Василь Герасимович    | 01.11.2010            | середня спеціальна | позапартійний                    | тимчасово не працює                                                |
| 13                        | Лещук Богдан Іванович        | 01.11.2010            | середня спеціальна | позапартійний                    | тимчасово не працює                                                |
| 14                        | Купчак Надія Ярославівна     | 01.11.2010            | вища               | позапартійна                     | загальноосвітня школа І-ІІІ ст. с. Бедриківці, вчитель             |
| 15                        | Піковський Степан Іванович   | 01.11.2010            | вища               | позапартійний                    | Тепломережа м. Заліщики, оператор                                  |
| 16                        | Горобець Іван Миколайович    | 01.11.2010            | середня            | позапартійний                    | тимчасово не працює                                                |
| 17                        | Материнчук Марія Василівна   | 01.11.2010            | середня спеціальна | позапартійна                     | Заліщицька ЦКРЛ, медсестра                                         |